# Rognon (rivière)
Pour les articles homonymes, voir Rognon.
Le Rognon est une petite rivière française du Grand Est, très abondante et affluent de la rive droite de la Marne, donc sous-affluent de la Seine. Sa source se situe à Is-en-Bassigny.
Au total, malgré la dimension modeste de son bassin, le Rognon est, après la Saulx, l'affluent le plus abondant de la Marne dans son cours supérieur.

## Géographie
Le bassin versant du Rognon est entièrement situé dans le département de la Haute-Marne en région Grand Est. La longueur de son cours d'eau est de 73,3 km.

### Communes et cantons traversés
Dans le seul département de la Haute-Marne, le Rognon traverse les dix-sept communes suivantes de Is-en-Bassigny (source), Nogent, Lanques-sur-Rognon, Ageville, Esnouveaux, Forcey, Bourdons-sur-Rognon, Cirey-les-Mareilles, Andelot-Blancheville, Vignes-la-Cote, Signeville, Montot-sur-Rognon, Roches-Bettaincourt, Doulaincourt-Saucourt, Donjeux, Saint-Urbain-Maconcourt, Mussey-sur-Marne (confluence).

## Hydronymie
Le nom de la rivière est attesté sous les formes Rodigio (1173) ; Le Roignon (1240) ; Le Roignun (1244) ; Le Roingnon (1379) ; Le Rongnon (1397) ; Le Rougnon (1538) ; Le Rognon (1733).

C'est un hydronyme évoquerait un environnement rocheux avec des petits blocs de roche arrondis irrégulièrement et enveloppés d'une roche différente (exemple : « rognon de silex »),.

## Toponymes
Le Rognon a donné son nom à trois communes : Lanques-sur-Rognon, Bourdons-sur-Rognon, Montot-sur-Rognon, ainsi que Roches-sur-Rognon avant sa fusion avec Bettaincourt pour former la commune de Roches-Bettaincourt.

### Bassin versant
Le Rognon traverse sept zones hydrographiques pour une superficie totale de 631 km2. ce bassin versant est constitué à 50,26 % de « forêts et milieux semi-naturels », à 48,81 % de « territoires agricoles », 
à 0,79 % de « territoires artificialisés ».

## Affluents
Le Rognon a vingt tronçons affluents référencés dont :
- la Planchette, (rg[note 1]), 1,8 km sur la seule commune de Is-en-Bassigny,
- le ruisseau des Riots,
- l'Orgère,
- le ruisseau de Plesnoy,
- le ruisseau de Vacher,
- le ruisseau du Val Dorsoy, avec un affluent :
- le ruisseau de la Folle,
- le Seuillon, 9,5 km avec un affluent et de rang de Strahler trois :
- le Dardignan,
- la Sueurre (rd), 28,9 km sur huit communes avec deux affluents et de rang de Strahler trois :
- la Manoise,
- la Joux, également orthographiée l'Ajoux.

### Rang de Strahler
Donc, son rang de Strahler est de quatre.

## Hydrologie

### Le Rognon à Doulaincourt-Saucourt
Son débit a été observé durant une période de 39 ans (1968-2006), à Doulaincourt-Saucourt, localité du département de la Haute-Marne, située à peu de distance de son confluent avec la Marne, à 10 kilomètres en amont de Joinville.

Le module du Rognon est de 9,23 m3/s.
La rivière présente des fluctuations saisonnières de débit, avec des crues d'hiver portant le débit mensuel moyen entre 14,5 et 19,7 m3/s, de décembre à mars inclus (maximum en janvier-février), et des basses eaux d'été, sur une période allant de juillet à septembre, avec une baisse du débit moyen mensuel allant jusqu'au plancher de 1,78 m3/s au mois d'août.

### Étiage ou basses eaux
Le VCN3 peut chuter jusque 0,50 m3/s, en cas de période quinquennale sèche, c'est-à-dire 500 litres par seconde, ce qui quoique fort bas pour la rivière, se compare avantageusement au VCN3 des différents affluents de la Saulx voisine.

### Crues
D'autre part les crues peuvent être assez importantes. En effet, le débit instantané maximal enregistré a été de 144 m3/s le 10 avril 1983, tandis que le débit maximal journalier maximal était de 134 m3/s le même jour. Les QIX 2 et QIX 5 sont respectivement de 83 et 120 m3/s. Le QIX 10 est de 140 m3/s. Quant au QIX 20 il se monte à 160 m3/s, tandis que le QIX 50 en vaut 180 m3/s. L'on peut en déduire que la crue d'avril 1983, dont il a été fait mention, était d'ordre décennal, et donc pas du tout exceptionnelle, mais destinée à se reproduire tous les 10-12 ans en moyenne.

### Lame d'eau et débit spécifique
La lame d'eau écoulée dans le bassin du Rognon est de 476 millimètres annuellement, ce qui est élevé, largement supérieur à la moyenne d'ensemble de la France, et surtout du bassin versant de la Seine (240 millimètres) et de la Marne (274 millimètres). Le débit spécifique (Qsp) atteint 15,0 litres par seconde et par kilomètre carré de bassin.